# Leopoldina del Liechtenstein
Leopoldina del Liechtenstein, nome completo in tedesco Leopoldine Maria Anna Franziska de Paula Aldegunda (Vienna, 30 gennaio 1754 – Francoforte sul Meno, 16 ottobre 1823), è stata langravia d'Assia-Rotenburg per matrimonio, dal 1778 al 1812, come sposa del langravio Carlo Emanuele.

## Biografia

### Nascita
Leopoldina del Liechtenstein nacque il 30 gennaio 1754 a Vienna, da Francesco Giuseppe I e dalla contessa Leopoldina di Sternberg. Era la prima figlia femmina della coppia, oltre che la seconda di otto figli, ed era sorella minore di Giuseppe Francesco (1752-1754), che morì poco dopo la di lei nascita.

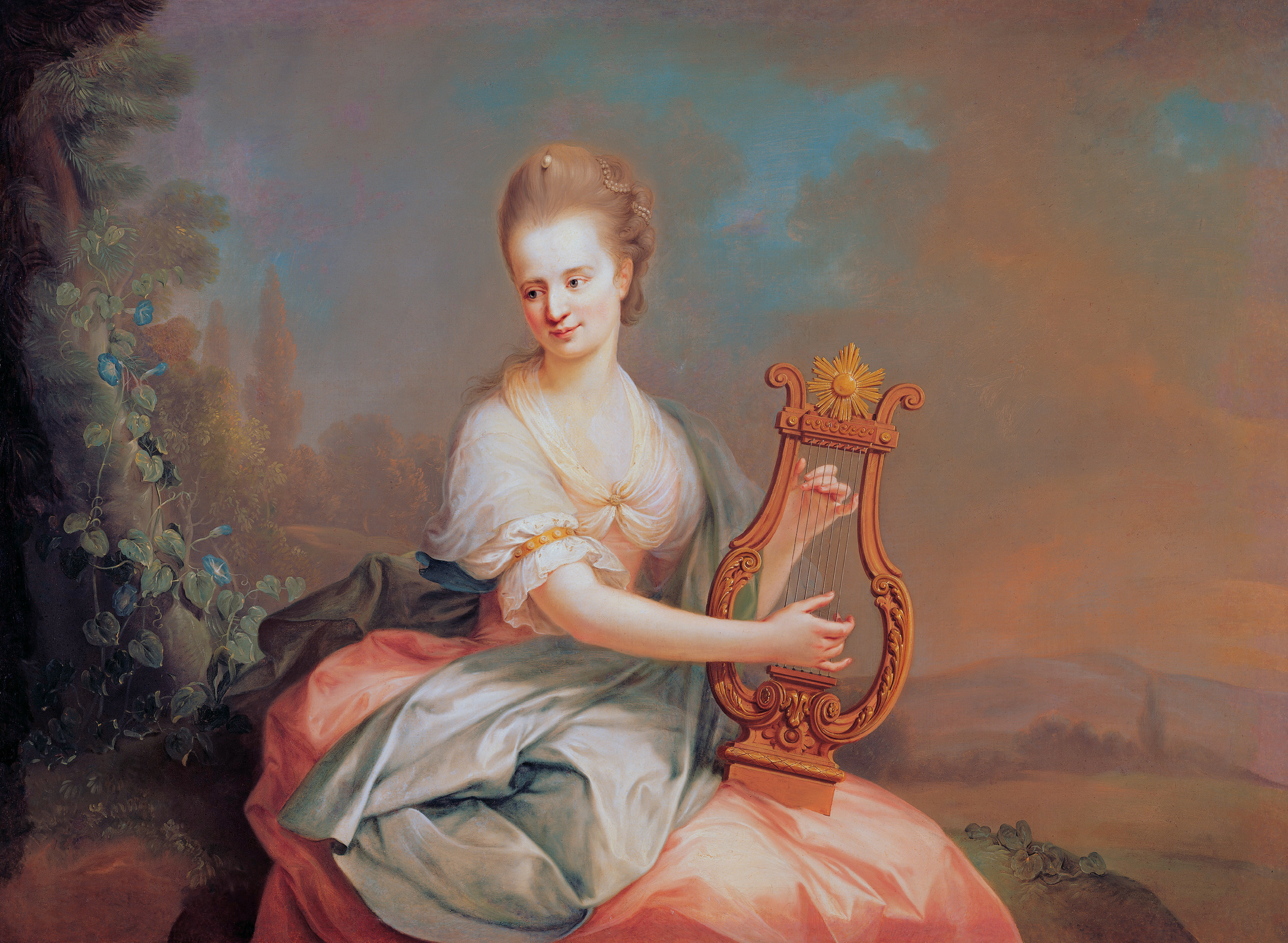
Leopoldina ritratta nel 1776 da August Friedrich Oelenhainz

I suoi fratelli minori furono Maria Antonia (1756-1821), Francesco di Paola (1758-1760), i principi sovrani Luigi I (1759-1805) e Giovanni I (1760-1836), Filippo Giuseppe (1762-1802) e Maria Giuseppa (1768-1845).

### Matrimonio
Si maritò il 1º settembre 1771 a Felsberg con Carlo Emanuele d'Assia-Rheinfels-Rotenburg, che il 30 dicembre 1778 divenne langravio d'Assia-Rotenburg. Leopoldina divenne quindi langravia consorte, ma il 23 marzo 1812 rimase vedova.

### Morte
Morì poco più di un decennio dopo il 16 ottobre 1823, all'età di 69 anni a Francoforte sul Meno.

## Discendenza
Leopoldina del Liechtenstein e Carlo Emanuele d'Assia-Rheinfels-Rotenburg ebbero due figli, un maschio e una femmina:
- Vittorio Amedeo (Rotenburg an der Fulda, 2 settembre 1779 - Racibórz, 12 novembre 1834), sposò in prime nozze Leopoldina di Fürstenberg (1781-1806) a Praga il 20 ottobre 1799, in seconde nozze Elisabetta di Hohenloe-Langenburg (1790-1830) il 10 settembre 1812 a Langenburg e in terze nozze Eleonora di Salm-Reifferscheidt-Krauthiem e Gerlachsheim (1799-1851), il 19 novembre 1831 a Gerlachsheim an der Tauber. Da nessun matrimonio ebbe figli, quindi non ebbe alcun erede legittimo;[3]
- Maria Adelaide Clotilde (Rotenburg an der Fulda, 12 settembre 1787 - Mannheim, 6 gennaio 1869), sposò il 9 settembre 1811 a Wildeck il principe Carlo Augusto di Hohenlohe-Waldenburg in Bartenstein.[4]

## Titoli e trattamento
- 30 gennaio 1754 – 30 dicembre 1778: Sua Altezza Serenissima, la principessa Leopoldina del Liechtenstein
- 30 dicembre 1778 – 23 marzo 1812: Langravia d'Assia-Rotenburg, principessa del Liechtenstein
- 23 marzo 1812 – 16 ottobre 1823: Sua Altezza Serenissima, la principessa Leopoldina del Liechtenstein

## Ascendenza
|                                                   |                                |                                                   | Genitori                                                           |  |  | Nonni |  |  | Bisnonni                         |  |  | Trisnonni                      |  |
|                                                   |                                |                                                   |                                                                    |  |  |       |  |  | Filippo Erasmo del Liechtenstein |  |  | Hartmann III del Liechtenstein |  |
|                                                   |                                |                                                   |                                                                    |  |  |       |  |  | Filippo Erasmo del Liechtenstein |  |  | Hartmann III del Liechtenstein |  |
|                                                   |                                | Sidonia Elisabetta di Salm-Reifferscheidt         |                                                                    |  |  |       |  |  | Filippo Erasmo del Liechtenstein |  |  |                                |  |
| Emanuele del Liechtenstein                        |                                |                                                   |                                                                    |  |  |       |  |  | Filippo Erasmo del Liechtenstein |  |  |                                |  |
|                                                   |                                | Cristina Teresa di Löwenstein-Wertheim-Rochefort  | Federico Carlo di Löwenstein-Wertheim-Rochefort                    |  |  |       |  |  |                                  |  |  |                                |  |
|                                                   |                                | Cristina Teresa di Löwenstein-Wertheim-Rochefort  | Federico Carlo di Löwenstein-Wertheim-Rochefort                    |  |  |       |  |  |                                  |  |  |                                |  |
|                                                   |                                | Cristina Teresa di Löwenstein-Wertheim-Rochefort  | Anna Maria di Fürstenberg                                          |  |  |       |  |  |                                  |  |  |                                |  |
| Francesco Giuseppe I del Liechtenstein            |                                | Cristina Teresa di Löwenstein-Wertheim-Rochefort  |                                                                    |  |  |       |  |  |                                  |  |  |                                |  |
|                                                   |                                | Carlo Ludovico di Dietrichstein                   | Francesco Adamo di Dietrichstein-Hollenburg                        |  |  |       |  |  |                                  |  |  |                                |  |
|                                                   |                                | Carlo Ludovico di Dietrichstein                   | Francesco Adamo di Dietrichstein-Hollenburg                        |  |  |       |  |  |                                  |  |  |                                |  |
|                                                   |                                | Carlo Ludovico di Dietrichstein                   | Maria Cecilia di Trauttmansdorff                                   |  |  |       |  |  |                                  |  |  |                                |  |
| Maria Anna Antonia di Dietrichstein-Weichselstädt |                                | Carlo Ludovico di Dietrichstein                   |                                                                    |  |  |       |  |  |                                  |  |  |                                |  |
|                                                   |                                | Maria Teresa Anna di Trauttmansdorff              | Giorgio Sigismondo di Trauttmansdorff                              |  |  |       |  |  |                                  |  |  |                                |  |
|                                                   |                                | Maria Teresa Anna di Trauttmansdorff              | Giorgio Sigismondo di Trauttmansdorff                              |  |  |       |  |  |                                  |  |  |                                |  |
|                                                   |                                | Maria Teresa Anna di Trauttmansdorff              | Renata di Wildenstein                                              |  |  |       |  |  |                                  |  |  |                                |  |
| Leopoldina del Liechtenstein                      |                                | Maria Teresa Anna di Trauttmansdorff              |                                                                    |  |  |       |  |  |                                  |  |  |                                |  |
|                                                   | Francesco Damiano di Sternberg | Ulrico Adolfo di Sternberg                        |                                                                    |  |  |       |  |  |                                  |  |  |                                |  |
|                                                   | Francesco Damiano di Sternberg | Ulrico Adolfo di Sternberg                        |                                                                    |  |  |       |  |  |                                  |  |  |                                |  |
|                                                   | Francesco Damiano di Sternberg | Anna Lucia di Chlum e Košumberk                   |                                                                    |  |  |       |  |  |                                  |  |  |                                |  |
| Francesco Filippo di Sternberg                    | Francesco Damiano di Sternberg |                                                   |                                                                    |  |  |       |  |  |                                  |  |  |                                |  |
|                                                   |                                | Maria Giuseppa di Trauttmansdorff                 | Giovanni Federico di Trauttmansdorff                               |  |  |       |  |  |                                  |  |  |                                |  |
|                                                   |                                | Maria Giuseppa di Trauttmansdorff                 | Giovanni Federico di Trauttmansdorff                               |  |  |       |  |  |                                  |  |  |                                |  |
|                                                   |                                | Maria Giuseppa di Trauttmansdorff                 | Maria Eleonora Holická di Sternberg                                |  |  |       |  |  |                                  |  |  |                                |  |
| Leopoldina di Sternberg                           |                                | Maria Giuseppa di Trauttmansdorff                 |                                                                    |  |  |       |  |  |                                  |  |  |                                |  |
|                                                   |                                | Conrado Sigismondo di Starhemberg                 | Francesco Odoacre di Starhemberg                                   |  |  |       |  |  |                                  |  |  |                                |  |
|                                                   |                                | Conrado Sigismondo di Starhemberg                 | Francesco Odoacre di Starhemberg                                   |  |  |       |  |  |                                  |  |  |                                |  |
|                                                   |                                | Conrado Sigismondo di Starhemberg                 | Cecilia Chiara di Rindsmaul                                        |  |  |       |  |  |                                  |  |  |                                |  |
| Maria Leopoldina di Starhemberg                   |                                | Conrado Sigismondo di Starhemberg                 |                                                                    |  |  |       |  |  |                                  |  |  |                                |  |
|                                                   |                                | Maria Leopoldina di Löwenstein-Wertheim-Rochefort | Massimiliano Carlo, I principe di Löwenstein-Wertheim-Rochefort    |  |  |       |  |  |                                  |  |  |                                |  |
|                                                   |                                | Maria Leopoldina di Löwenstein-Wertheim-Rochefort | Massimiliano Carlo, I principe di Löwenstein-Wertheim-Rochefort    |  |  |       |  |  |                                  |  |  |                                |  |
|                                                   |                                | Maria Leopoldina di Löwenstein-Wertheim-Rochefort | Maria Polissena Khuen di Belasi, Contessa de Lichtenberg e Gandegg |  |  |       |  |  |                                  |  |  |                                |  |
|                                                   |                                | Maria Leopoldina di Löwenstein-Wertheim-Rochefort |                                                                    |  |  |       |  |  |                                  |  |  |                                |  |